# سام كليوكاس
سام كليوكاس (بالإنجليزية: Sam Clucas) (25 سبتمبر 1990 المملكة المتحدة - ) هو لاعب كرة قدم بريطاني، يلعب كلاعب وسط.

## وصلات خارجية
سام كليوكاس على موقع قاعدة بيانات كرة القدم.إي يو (الإنجليزية)
- سام كليوكاس على موقع Soccerbase.com (لاعب) (الإنجليزية)
- سام كليوكاس على موقع Soccerway.com (الإنجليزية)
- سام كليوكاس على موقع عالم كرة القدم.نت (الإنجليزية)
- سام كليوكاس على موقع AS.com (الإسبانية)